# Turfmarkt (Leeuwarden)
De Turfmarkt is een straat in het centrum van Leeuwarden in de provincie Friesland. De Turfmarkt loopt vanaf de Tuinen tot aan de Koningsstraat en de Tweebaksmarkt waar hij in overgaat. De straat is ongeveer 85 meter lang.
Buiten een aantal rijksmonumenten, bevindt zich aan de Turfmarkt 11 het voormalig Fries Museum (1881) en op nummer 13 de Kanselarij die tussen 1671 en 1811 de zetel was van het Hof van Friesland

## Monumenten
Aan de Turfmarkt liggen een aantal rijksmonumentale panden.

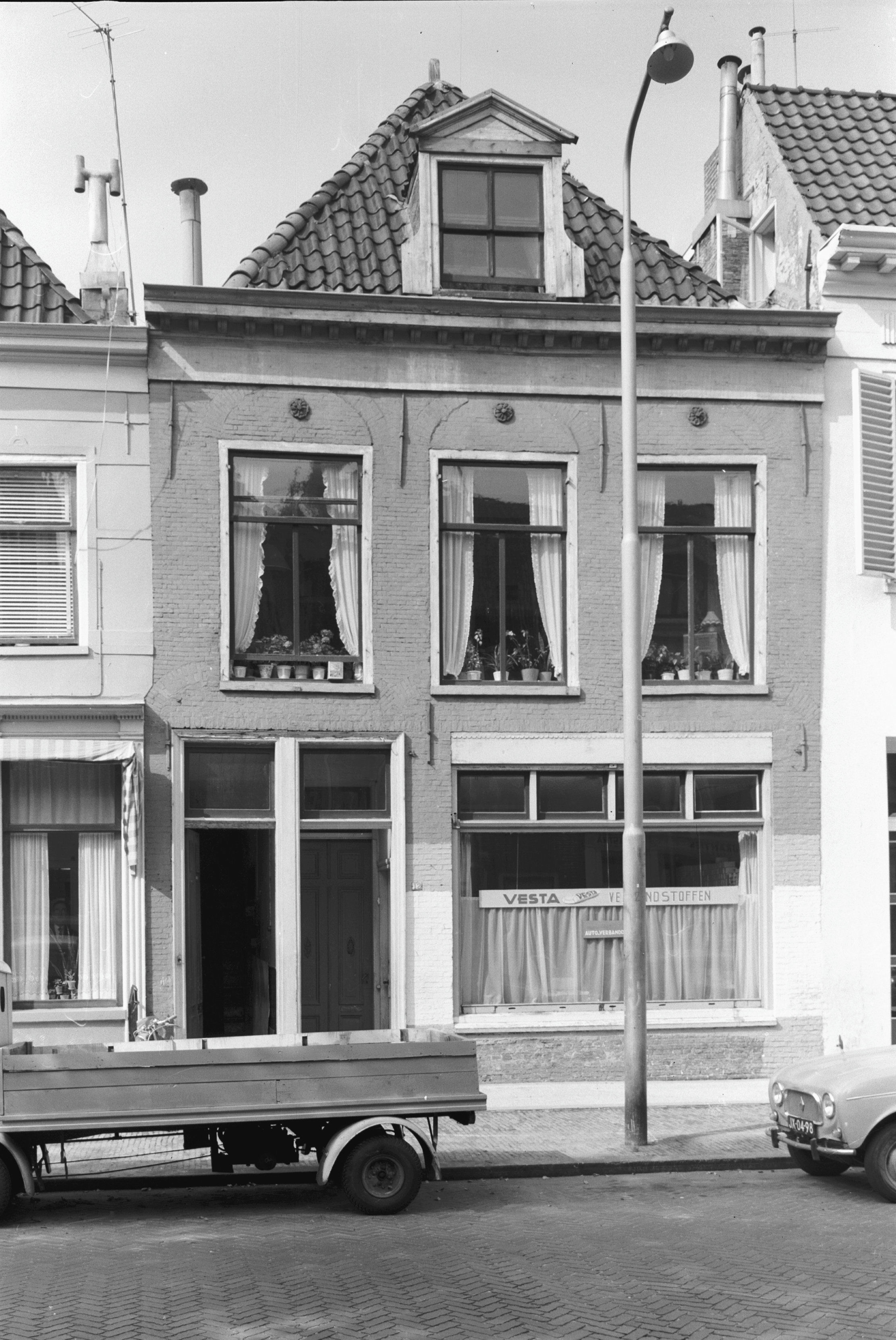
Turfmarkt 12
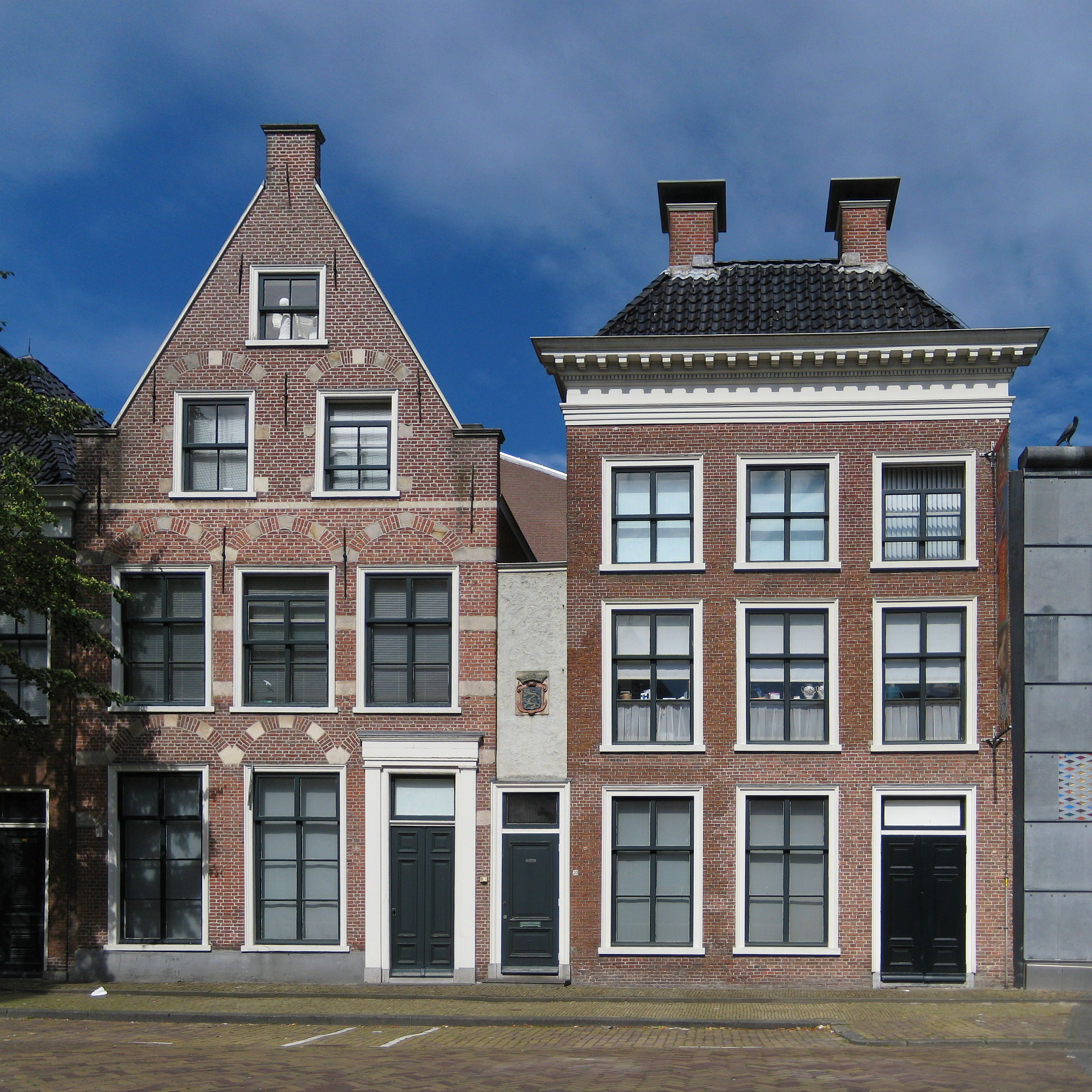
Turfmarkt 18-20
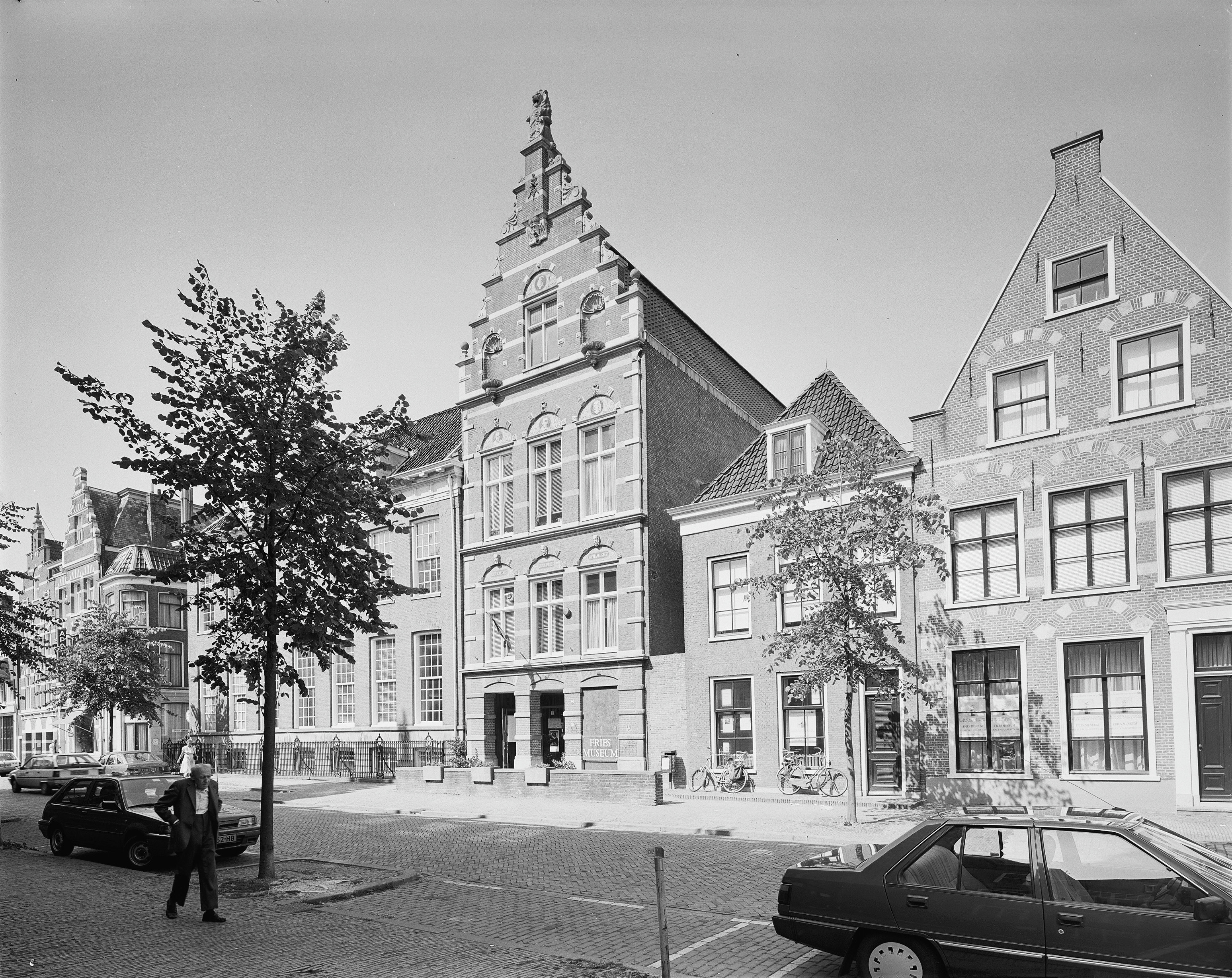
Turfmarkt 20-22-24
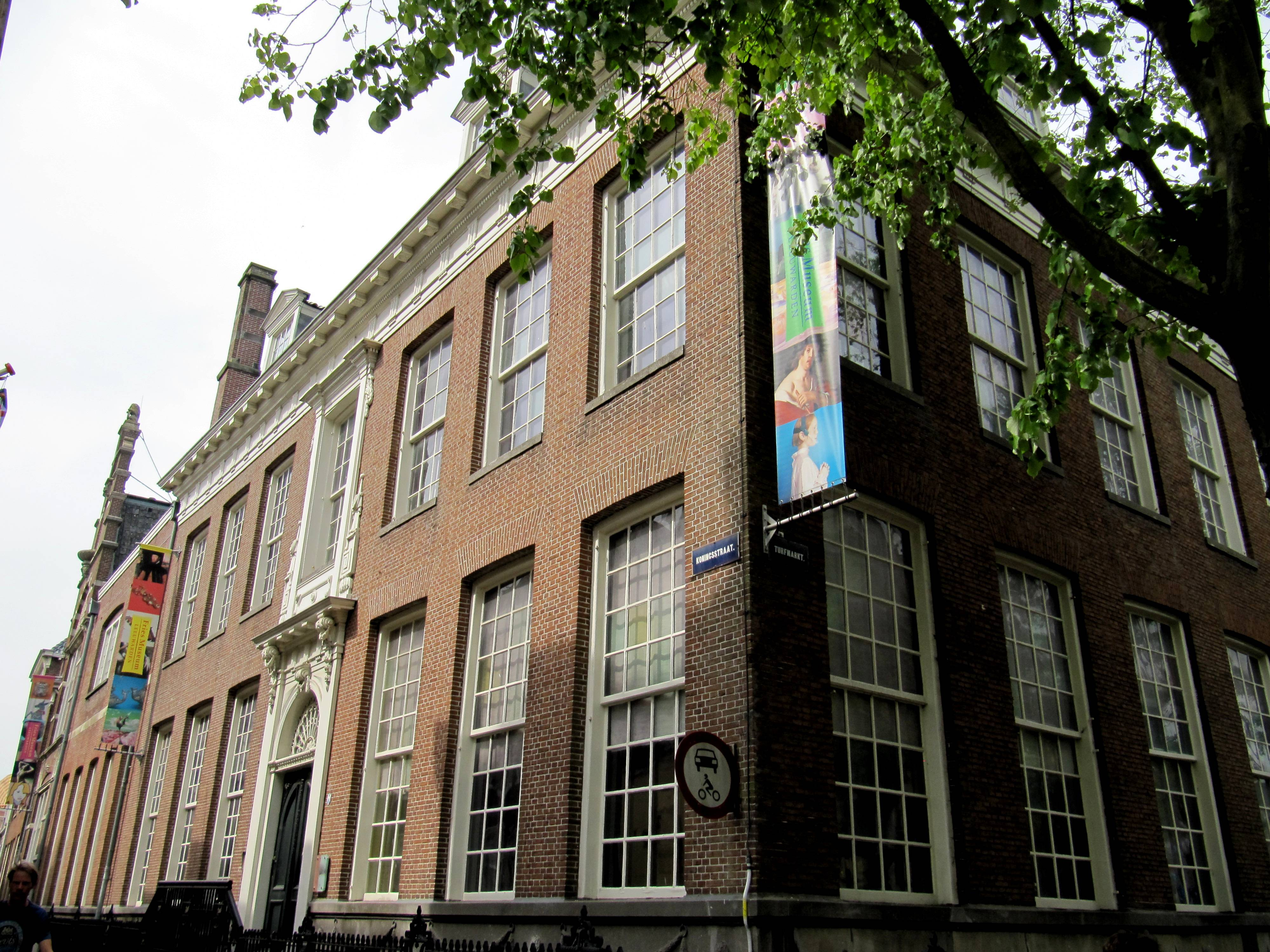
Voormalige Eysingahuis thans het Fries Museum aan de Koningsstraat 1 hoek Turfmarkt

## Trivia
- Het Eysingahuis stond vroeger in Leeuwarden, aan de Koningsstraat 1 hoek Turfmarkt tegenover de Kanselarij. Daarna kwam in dit pand het Fries Museum.[2] Sinds 2012 is het nieuwe Fries Museum aan het Wilhelminaplein 92 gevestigd.